# لیبیشیتسه (ناحیه لیتومیریتسه)
لیبیشیتسه (به چکی: Liběšice) یک منطقهٔ مسکونی در جمهوری چک است که در ناحیه لیتومیریتسه واقع شده‌است. لیبیشیتسه ۳۲٫۲۳ کیلومتر مربع مساحت و ۱٬۵۲۹ نفر جمعیت دارد و ۲۴۷ متر بالاتر از سطح دریا واقع شده‌است.